# Simulium margaritatum
Simulium margaritatum är en tvåvingeart som beskrevs av Pepinelli, Hamada och Sergio Luiz Bessa Luz 2006. Simulium margaritatum ingår i släktet Simulium och familjen knott. Inga underarter finns listade i Catalogue of Life.